# Urticina mcpeaki
Urticina mcpeaki is een zeeanemonensoort uit de familie Actiniidae. De anemoon komt uit het geslacht Urticina. Urticina mcpeaki werd in 1999 voor het eerst wetenschappelijk beschreven door Hauswaldt & Pearson. 